# Генріх Товстий
Генріх Товстий відомий також як Генріх Нортхеймський (1055 — 1101) — маркграф Фрісландії, один з найвпливовіших князів родом з Айхсфельда. Був старшим сином Оттона Нортхеймського та Рехензи Швабської. Належав до Нортхеймської династії.

## Біографія
У 1086 він одружився з вдовою Гертрудою Брауншвейзькою і об'єднав Катленбурзькі та Брунонські володіння, ставши єдиним і першим господарем на цих землях.
Під час громадянської війни початку 1080 року Генріх став на бік антикороля Германа I (графа Зальми). У 1086 він і його брати перейшли на іншу сторону до підтримки Генріха IV імператора Священної Римської імперії.
Єдиний син Генріха Товстого, Оттон III з Нордгейма успадкував його надбання, в той час як його дочка Рехенза успадкувала Катленбургські і Брунонські землі і об'єднала їх з династією Вельфів. Молодша дочка Генріха, Гертруда (1090−1165), була спадкоємицею графств Бентгайм і Райнек.

### Діти
- Оттон III, 1086/88-1117
- Ригенза, графиня Нортгеймська, 1086/87-1141, дружина Лотара II
- Гертруда, (бл. 1090—д/н), перший шлюб Зігфрід I, граф Веймар-Орламюнде ; другий шлюб Отто I фон Зальм